# Хибины.ру
Хибины.ру — это российское информационно-аналитическое интернет-издание. Существует с осени 2005 года. Позиционируется как региональный информационный портал Мурманской области, с 2023 года активно публикует новости мира и России, имеет сеть журналистов по всей стране и ближнему зарубежью.
Портал был основан 1 сентября 2005 года и на октябрь 2024 входит в Топ-30 самых читаемых сайтов в категории «Новости и СМИ» России по версии liveinternet.ru (44 место среди всех сайтов). Средняя ежедневная аудитория портала составляет 1,5 млн человек. Почти 30 % читателей «Хибины.ру» проживают в Беларуси, Казахстане и Украине.
Программный механизм (движок) издания создал Юрий Абрамов на базе собственного кода. Изначально сайт носил название «Хибины.com» и создавался как региональный портал для жителей Мурманской области. Уже через год он занял лидирующие позиции в регионе по количеству посещений. Особенную популярность у портала завоевали вкладки «Работа», «Авто» и «Недвижимость», на сайте размещали объявления не только жители Мурманской области, но и ведущие компании.
В 2023 году сайт сменил название на «Хибины.ру» и переехал на доменное имя www.hibiny.ru. К команде присоединился известный медиаменеджер Дмитрий Высоцкий, редакция получила статус СМИ, после чего было решено сделать «Хибины.ру» федеральным изданием, добавив значительное количество мировых новостей и публикаций.
Материалы издания рубрицируются по нескольким десяткам взаимно пересекающихся тематических и географических разделов, объединяются в сюжеты, а в ряде случаев выделяются в спецпроекты.
Информационно-аналитический портал «ХИБИНЫ.РУ» зарегистрирован в Федеральной службе по надзору в сфере связи, информационных технологий и массовых коммуникаций (Роскомнадзор) 14.08.2023 года (Свидетельство о регистрации СМИ ЭЛ № ФС 77 — 85676) в качестве электронного периодического издания.
У издания есть аккаунт в Телеграм и Вконтакте, по данным на июль 2024 года на социальные сети портала подписано в общей сложности более 100 тысяч человек.

## Награды
В 2006 году сайт стал дипломантом на всероссийском конкурсе Интернет-проектов «Новая реальность», а в 2005-м получил специальный приз как лучший информационный сайт в Северо-Западном округе.
В июле 2024 года Хибины.ру входит в рейтинг 2000 самых популярных сайтов в Интернете. Согласно данным liveinternet.ru портал входит в топ-30 сайтов Рунета в категории «Новости и СМИ» (44 место среди всех сайтов).

## Руководство
Генеральный директор — Высоцкая Наталья Сергеевна.
Главный редактор — Высоцкий Дмитрий Валерьевич.